# Relations entre l'Iran et le Pakistan
Les relations entre l'Iran et le Pakistan remontent en août 1947, lorsque l'Iran a été l'un des premiers États à reconnaître l'indépendance du Pakistan vis-à-vis du Raj britannique.
76 % des Pakistanais voient l'Iran positivement, faisant ainsi du Pakistan la nation la plus pro-iranienne au monde.
Les deux pays sont membres du D-8, de l'Organisation de coopération économique (ECO) et sont observateurs de l'Organisation de coopération de Shanghai (OCS).
L'Iran et le Pakistan partagent 959 km de frontières. Du côté iranien, la frontière est intégralement dans la province du Sistan-et-Baloutchistan ; du côté pakistanais, la frontière est située dans la province du Baloutchistan. Plusieurs groupes armés, principalement des séparatistes baloutches, hébergés au Pakistan mènent des actions militaires en Iran et vice-versa.

## Histoire des relations irano-pakistanaises

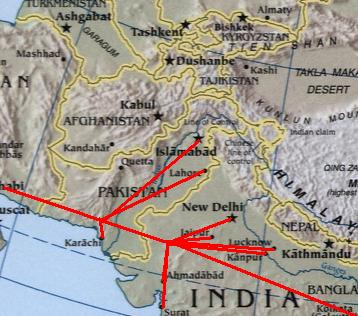
Le projet de pipeline traversant l'Inde, le Pakistan et l'Iran.

La coopération bilatérale s'est développée pendant la guerre froide lorsque l'Iran a soutenu le Pakistan face à l'Inde. Le Pakistan a fourni de son côté un soutien militaire à l'Iran durant la guerre Iran-Irak (1980-1988). Depuis les années 2000, les relations irano-pakistanaises se sont normalisées et continuent de se renforcer à la fois dans les domaines économique et militaire. 
Les armées iranienne et pakistanaise luttent ainsi conjointement contre le narcotrafic et les talibans le long de leur frontière commune. Elles ont aussi collaboré contre des insurgés indépendantistes de la région du Baloutchistan, partagée entre les deux pays (voir guerres baloutches). 
Les bonnes relations entre l'Arabie saoudite et le Pakistan ont souvent été un frein au développement des relations irano-pakistanaises. 
En février 2019, 27 soldats iraniens sont tués dans une attaque au Sistan-et-Baloutchistan, une région qui abrite une mouvance islamiste anti-régime. S'en prenant implicitement à l'Inter-Services Intelligence, l'ayatollah Ali Khamenei dénonce le « rôle des agences de renseignement de pays régionaux et trans-régionaux ». Le major-général Mohammad Ali Jafari accuse nommément le gouvernement pakistanais d'avoir abrité le groupe responsable de l'attaque. Après des rencontres avec le président pakistanais, les deux pays créent une force conjointe d'intervention rapide pour combattre le terrorisme à la frontière. 

### Révolution iranienne
Moins d'un mois après la victoire de la révolution iranienne, le ministre des affaires étrangères pakistanais Agha Shahi se rendit à Téhéran pour rencontrer son homologue iranien Karim Sanjabi (en). À cette occasion, les deux hommes exprimèrent leur confiance en déclarant que l’Iran et le Pakistan allaient marcher main dans la main vers un avenir meilleur. Le lendemain, Agha Shahi s'entretint avec Rouhollah Khomeini (dirigeant de facto du pays) avec qui il discuta des développements politiques en cours dans la région. Le 11 avril 1979, le président pakistanais Muhammad Zia-ul-Haq affirma que « Khomeini est un symbole de l'insurrection islamique ». 

### Guerre Iran-Irak
Durant la guerre Iran-Irak, le Pakistan se présenta officiellement comme un pays neutre tout en entretenant d'excellentes relations avec l'Iran. Lors d'une interview accordée à la télévision britannique en octobre 1980, le président pakistanais Muhammad Zia-ul-Haq déclara que le conflit « finira dans une impasse dans tous les cas ». Quelques jours plus tôt, il s'était rendu en Iran avec le secrétaire général de l'Organisation de la coopération islamique Habib Chatti dans le cadre d'une « mission de paix » destinée à mettre un terme aux hostilités.  

### Incidents de janvier 2024
En janvier 2024, l'Iran et le Pakistan échangent des tirs de missiles visant divers groupes armés. L'Iran tire d'abord un missile sur les positions du groupe Jaish ul-Adl (en), groupe basé au Pakistan et composé de militants sunnites baloutches iraniens menant des actions armées contre l'Iran. Le Pakistan proteste contre cette frappe qui viole sa souveraineté et rappelle son ambassadeur en Iran. Peu après, le Pakistan bombarde deux cibles en Iran, près de Saravan (en), désignées par le Pakistan comme des groupes séparatistes baloutches (le Front de libération du Baloutchistan et l'Armée de libération du Baloutchistan). Neuf personnes sont tuées lors de ces attaques. L'Iran proteste aussi contre cette violation de sa souveraineté. Les deux pays conviennent ensuite d'un retour à une relation plus calme,,.

## Relations économiques et énergétiques

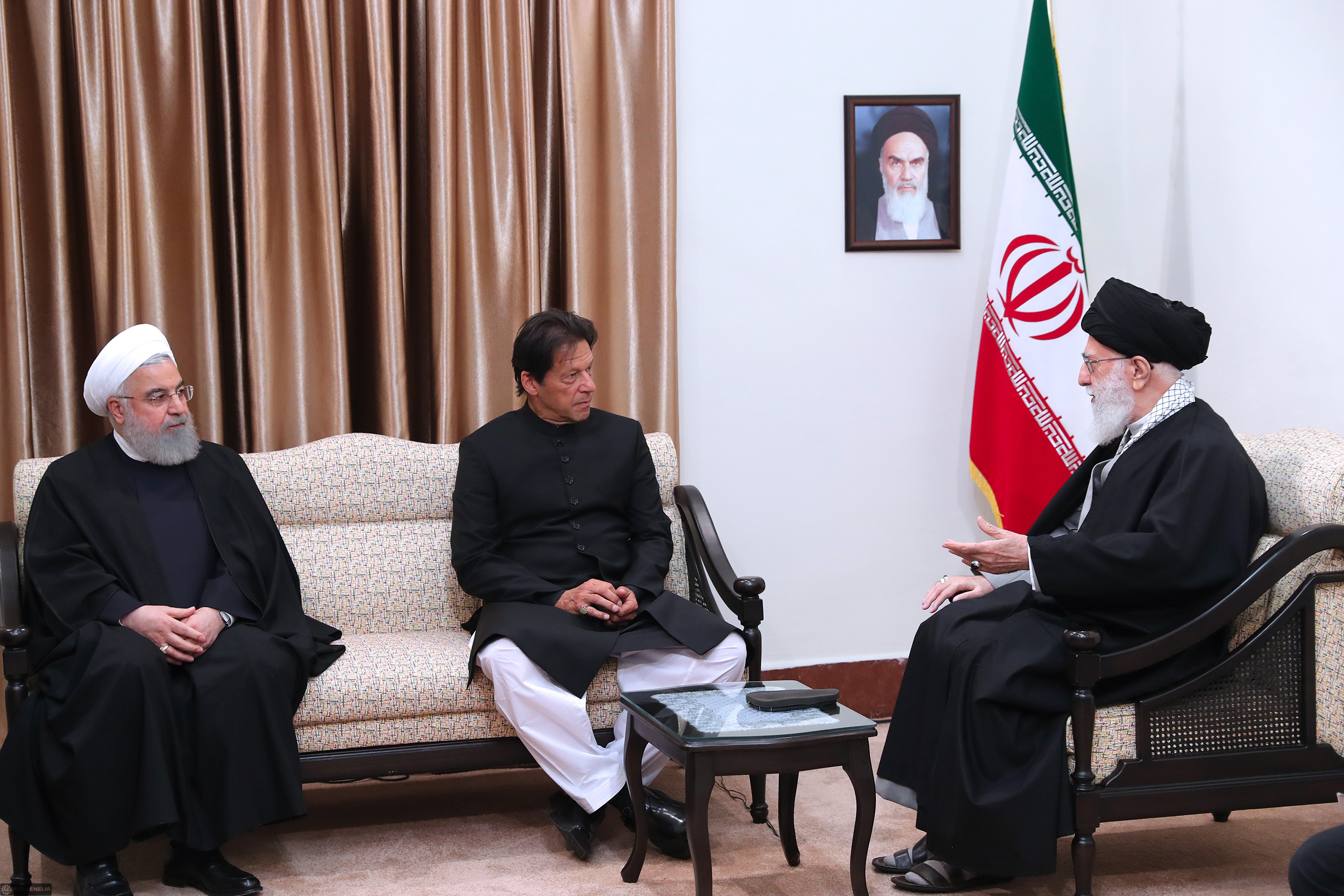
Le Premier ministre du Pakistan Imran Khan rencontre les dirigeants iraniens Ali Khamenei et Hassan Rohani.

Les échanges bilatéraux passent de 500 millions de dollars USD en 2005 à 1,4 milliard de dollars en 2009. Un projet de pipeline traversant les deux États a enfin été inauguré en 2012 et doit être terminé en décembre 2014. Le 29 janvier 2013, le consul général américain Michael Dodman a menacé le Pakistan de sanctions économiques s'il n'abandonnait pas le projet.
Le projet a été interrompu, notamment à cause du désengagement indien et des pressions et sanctions américaines. Le gouvernement espère pourtant toujours en septembre 2018 reprendre le projet, qui est par ailleurs concurrencé par le gazoduc Turkménistan–Afghanistan–Pakistan–Inde.

## Tableau comparatif
|                       | Iran                                               | Pakistan                                                                                    |
| --------------------- | -------------------------------------------------- | ------------------------------------------------------------------------------------------- |
| Population            | 87 590 873                                         | 241 499 431                                                                                 |
| Superficie            | 1 648 195 km²                                      | 881 913 km²                                                                                 |
| Densité               | 48/km²                                             | 274/km²                                                                                     |
| Capitale              | Téhéran                                            | Islamabad                                                                                   |
| Plus grande ville     | Téhéran                                            | Karachi                                                                                     |
| Gouvernement          | République islamique, théocratie et État unitaire  | République islamique, fédérale, parlementaire démocratique                                  |
| Langue officielle     | Persan                                             | Ourdou, anglais                                                                             |
| Religions principales | 98 % Islam (90 % chiisme 8 % sunnisme), 2 % autres | 95 % Islam (75 % sunnisme, 20 % chiisme), 1,6 % christianisme, 1,6 % hindouisme, 2 % autres |
| PIB (nominal)         | 427,7 milliards USD (4 883 $ per capita)           | 375 milliards USD (1 553 $ per capita)                                                      |
| PNB                   | 1 006 540 milliards USD                            | 514 559 milliards USD                                                                       |